# كوتي كلارك
كوتي كلارك (بالإنجليزية: Coty Clarke)‏ مواليد 4 يوليو 1992 في أنطاكية، تينيسي، هو لاعب كرة سلة أمريكي. بدأ مسيرته الاحترافية في سنة 2014. يلعب مع كابيتانس دي أرسيبو في دوري بورتوريكو لكرة السلة. يبلغ طوله 6 قدم 7 بوصة (2.0 م).

## المسيرة الاحترافية
لعب مع مين ريد كلوز في موسم 2015–2016، ثم لعب مع بوسطن سيلتكس في سنة 2016، ثم لعب مع كابيتانس دي أرسيبو في سنة 2016، ثم لعب مع نادي يونيكس قازان لكرة السلة في موسم 2016–2017، ثم لعب مع كابيتانس دي أرسيبو في سنة 2017.

## روابط خارجية
- كوتي كلارك على موقع إن بي أي (الإنجليزية)
- كوتي كلارك على موقع دوري كرة السلة الياباني للمحترفين (اليابانية)
- كوتي كلارك على موقع سبورتس رفرنس (الإنجليزية)
- كوتي كلارك على موقع كرة السلة الأوروبية.كوم (الإنجليزية)
- كوتي كلارك على موقع DraftExpress.com (الإنجليزية)
- كوتي كلارك على موقع إي إس بي إن.كوم (الإنجليزية)
- كوتي كلارك على موقع كلية كرة السلة في سبورتس رفرنس.كوم (الإنجليزية)
- كوتي كلارك على موقع ريلجم (الإنجليزية)
- كوتي كلارك على موقع بروبوليرز (الإنجليزية)
- كوتي كلارك على موقع سبورتس رفرنس (الإنجليزية)